# Eucalyptus loxophleba
Eucalyptus loxophleba är en myrtenväxtart som beskrevs av George Bentham. Eucalyptus loxophleba ingår i släktet Eucalyptus och familjen myrtenväxter. Inga underarter finns listade i Catalogue of Life.

## Bildgalleri

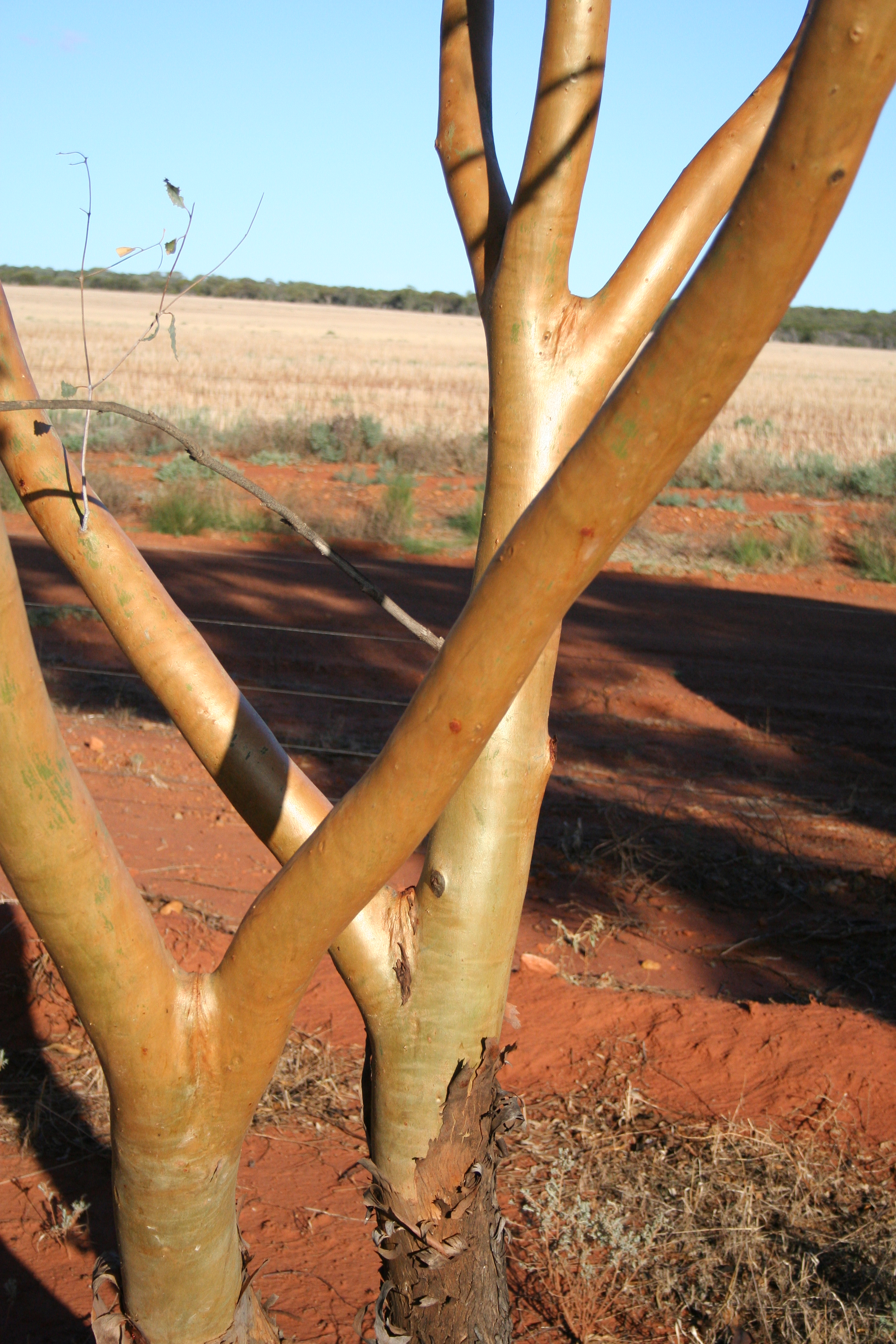